# .gy
.gy és el domini de primer nivell territorial (ccTLD) de Guyana. L'administra i gestiona la University of Guyana.

## Dominis de segon nivell
- .co.gy
- .com.gy
- .org.gy
- .net.gy
- .edu.gy
- .gov.gy